# Dagny Mellgren
Dagny Mellgren Haugland (Stavanger, 19 giugno 1978) è un'ex calciatrice norvegese, di ruolo attaccante. Ha giocato 95 partite e realizzato 49 reti con la nazionale norvegese, vincendo l'oro olimpico ai Giochi di Sydney 2000.

## Carriera

### Club
Dagny Mellgren è cresciuta calcisticamente nell'Ålgård, per poi andare a giocare al Klepp nel 1996. Nel 1997 fece il suo esordio in Eliteserien, la massima serie del campionato norvegese, giocando per due stagioni di fila al Klepp. Nel 1999 si trasferì al Bjørnar, continuando a giocare nell'Eliteserien. Nel 2000 giocò la finale della Coppa di Norvegia, persa dal Bjørnar contro l'Asker. Al termine della stagione non rinnovò il contratto col Bjørnar, nonostante le offerte ricevute, andando a giocare negli Stati Uniti al Boston Breakers, dopo essere stata selezionata come quinta scelta al draft.
Mellgren rimase al Boston Breakers dal 2001 al 2003, giocando in tutte e tre le stagioni della Women's United Soccer Association (WUSA). Nelle prime due stagioni realizzò 11 reti ad annata, mentre nel 2003 ne mise a segno 14, vincendo la classifica delle migliori marcatrici del torneo. Con 36 reti realizzate è stata la miglior marcatrice della WUSA. Nel 2003 il Boston Breakers concluse al primo posto la stagione regolare, ma perse la semifinale dei play-off per il titolo contro il Washington Freedom dopo i tiri di rigore; Mellgren fu l'unica delle quattro rigoriste di Boston a segnare. Al termine della stagione 2003 la WUSA venne sciolta per problemi finanziari. Mellgren decise, pertanto, di tornare in Norvegia, allenandosi con l'Arna-Bjørnar nei mesi autunnali, ma senza poter giocare partite ufficiali, essendo ancora sotto contratto col Boston Breakers. Il 18 dicembre venne comunicata la decisione di Mellgren di tornare a giocare col Klepp per la stagione 2004.
Dopo essere stata sottoposta ad un intervento chirurgico al menisco nel novembre 2003, dovette subire un secondo intervento nell'aprile 2004, che la costrinse a saltare tutta la prima metà di stagione. Al termine della stagione 2005, Mellgren comunicò la decisione di ritirarsi dal calcio agonistico. Il 7 aprile 2013 tornò a giocare una partita col Bryne, militante in 3. divisjon, il quarto livello nazionale, mettendo a segno una tripletta.

### Nazionale
Dopo aver giocato nelle selezioni giovanili della Norvegia tra il 1996 e il 1998, Mellgren debuttò nella nazionale maggiore il 14 marzo 1999, entrando in campo al posto di Ann Kristin Aarønes nei minuti finali della partita vinta per 1-0 in casa della Finlandia, nel corso dell'Algarve Cup. Da allora, ha giocato in nazionale 95 partite e realizzato 49 reti, prendendo parte a due campionati mondiali, a due campionati europei e ad un'edizione dei Giochi olimpici.
Nel 1999 venne inserita da Per-Mathias Høgmo nella rosa delle convocate per il campionato mondiale. Dopo aver giocato nella prima partita vinta sulla Russia, venne schierata titolare nella partita contro il Giappone, vinta per 4-0, segnando anche una rete. Venne poi impiegata in tutte le partite della fase ad eliminazione diretta, inclusa la finale per il terzo posto, persa contro il Brasile dopo i tiri di rigore. Nel 2000 realizzò una tripletta contro la Cina durante l'Algarve Cup, venendo poi nominata migliore giocatrice del torneo. Nello stesso anno venne inserita da Høgmo nella rosa delle 18 giocatrici convocate per il torneo femminile di calcio ai Giochi della XXVII Olimpiade, organizzati a Sydney. La Norvegia superò la fase a gironi e sconfisse la Germania in semifinale. In finale batté gli Stati Uniti grazie al golden goal realizzato da Mellgren sul finire del primo tempo supplementare, conquistando così la medaglia d'oro olimpica.
Nel 2001 venne convocata da Åge Steen, nuovo selezionatore della nazionale, per il campionato europeo, che la Norvegia concluse in semifinale e durante il quale Mellgren realizzò due reti nella fase a gironi. Il 9 maggio 2002 la Norvegia sconfisse la Francia grazie ad una tripletta realizzata da Mellgren, vincendo il gruppo 1 delle qualificazioni al campionato mondiale ed accedendo direttamente alla fase finale. Convocata per il mondiale 2003, realizzò tre reti nella fase a gironi, mentre la nazionale venne eliminata ai quarti di finale dagli Stati Uniti. Nel 2005 prese parte al campionato europeo, che la Norvegia concluse da vicecampione alle spalle della Germania. In finale segnò l'unica rete norvegese nella sconfitta per 3-1.

## Palmarès

### Nazionale
- Oro olimpico: 1

Sydney 2000

### Individuale
- Capocannoniere della WUSA: 1

Boston Breakers: 2003 (14 gol)